# Bejrut (reka)
Reka Bejrut (arabsko نهر بيروت, Nahr Bayrūt)  je reka v Libanonu, ki ločuje mesto Bejrut od njegovih vzhodnih predmestij, predvsem Bourdž Hammouda in Sin el Fila. Reka teče večinoma od vzhoda proti zahodu iz snežnih odtokov in izvira na zahodnih pobočjih gore Kneisseh in južnem koncu gore Sannine  blizu mest Hammana in Falougha, preden zavije proti severu in se izlije na severni sredozemski obali Bejruta, vzhodno od pristanišča Bejrut. Po ljudski legendi je sveti Jurij ubil zmaja na mestu blizu izliva reke.

## Zgodovina
V kameni dobi je bilo ozemlje, na katerem je zdaj zgrajen Bejrut, dva otoka v delti reke Bejrut, vendar se je skozi stoletja reka zamuljila in oba otoka sta bila povezana v eno kopensko maso. Na desnem bregu reke Bejrut, jugozahodno od gorskega letoviškega mesta Beit Mery, na nadmorski višini približno 125 metrov, je arheološko najdišče Beit Mery I, ki ga je odkril jezuit pater Dillenseger, ki je ugotovil, da je acheulean mesto; arheološke najdbe z najdišča so bile podarjene francoski medicinski fakulteti na univerzi sv. Jožefa.

### Antika
V antiki je bila reka znana kot Magoras in je bila kraj čaščenja boga Heliopolisa. Rimljani so zgradili akvadukt, ki je imel 240-metrski most čez reko, za oskrbo Bejruta (Berytus) z vodo. V 1880-ih je bil akvadukt v Mansouriehu poimenovan po kraljici Zenobiji.

### Renesansa
Domneva se, da je Fahredin Al Maan II., libanonski renesančni princ, zgradil ali popravil most s sedmimi loki na reki, ki je bila poleti potoček, pozimi pa je narasla v deroč hudournik.]

### Industrijska doba
V industrijski dobi so bregovi reke, ki so bili močvirna območja, ki so poplavljala vsako zimsko sezono, zlasti v Bourdž Hammoudu, postali dom skladišč in ladijskih storitev zaradi neposredne bližine reke pristanišču. Do sredine 19. stoletja se je Bejrut razširil na 10 kilometrov od reke, ki je še naprej oskrbovala mesto z vodo prek rimskega akvadukta.

## Okolje

### Bejrutska dolina reke
Po mnenju okoljevarstvenikov je 20-kilometrska dolina reke Bejrut, zlasti zgornja dolina, eno najpomembnejših območij za selitev ptic v Libanonu, vključno s pticami 33 različnih vrst, kot so sršenar, kanja (Buteo buteo), kratkonogi skobec (Accipiter brevipes), bela štorklja, belega pelikana, podhujka (Caprimulgus europaeus), Čebelar (Merops apiaster), kmečka lastovka (Hirundo rustica) in mali klinkač.

### Širjenje mest
Rečna dolina se razteza čez več občin, ki je uradno ne ščitijo pred lovom, požari, urbanim razvojem, krčenjem gozdov, onesnaževanjem vode in prekomerno pašo. Ko reka doseže meje mesta metropolitanskega območja Velikega Bejruta, postane močno onesnažena, pri čemer so glavni vir onesnaženja industrijski odpadki iz različnih tovarn ob bregu, pa tudi odplake in odpadki iz klavnice v Karantini. Leta 2004 je Cedar Environmental zgradil kompostnik, da bi klavnici preprečil neposredno odlaganje odpadkov v reko Bejrut.

### Poplavna nevarnost
Reka je bila leta 1968 preoblikovana iz obrežne reke v betonski kanal v somestju Bejruta. Leta 1970 so bila vzdolž rečnega brega opravljena obsežna dela, da bi zaščitili vzhodno predmestje Bourdž Hammouda pred poplavami. Leta 1974 so svetovalne inženirje ETEC najeli za načrtovanje sistema za nadzor poplav, ki je vključeval 32 metrov širok kanal s kapaciteto 800 m³/s.
Okoljevarstveniki so leta 2003 opozorili, da nekatera gradbena podjetja nezakonito odlagajo v reko, kar je spodbudilo sprejetje zakona 148, ki določa, da morajo biti vsi gradbeni projekti nameščeni vsaj 500 metrov stran od glavnih rek v Libanonu.
Leta 2005 so neurja povzročila škodo zaradi poplav v predmestjih Bourdž Hammoud in Karantina, most ob bejrutskem pristanišču pa se je zrušil zaradi pritiska vode. Leta 2005 je mesto Bourdž Hammoud v sodelovanju s CETE Méditerranée ob logistični podpori mesta Marseilla začelo diagnozo tveganj, ki je razkrila seizmična, poplavna in tehnološka tveganja za predmestje.

### Rehabilitacija
Med Libanonci obstaja veliko zanimanje za sanacijo reke Bejrut in njeno spremembo v trajnosten, zelen javni prostor, pa tudi v okolju prijazen promet in sistem vodnih rezerv.
Leta 2009 je Sandra Frem v svoji disertaciji na Tehnološkem inštitutu Massachusetts predlagala ukrepe za obnovo reke, ustvarjanje javnega prostora ter izboljšanje kakovosti in upravljanja z vodo.
Leta 2010 je Phillipe Skaff, vodja Zelene stranke Libanona, predlagal 10-letni načrt, ki ga je zasnovala arhitekturna hiša ERGA Elie in Randa Gebrayel, da bi reko Bejrut spremenili v ohranitveno območje s parki, naravnimi rezervati, kolesarskimi potmi, športnimi objekti, kavarnami in zelenimi bulvarji ter hitrim električnim vlakom.
Prav tako leta 2010 je študijski tečaj An Alternative Guide to Beirut: A Studio on Infrastructure & Tourism, ki je bil na voljo na oddelku za arhitekturo in oblikovanje Ameriške univerze v Bejrutu in sta ga vodila Carla Aramouny in J. Matthew Thomas, spodbudil študente, da predlagajo trajnostno rešitve za metropolitansko območje širšega Bejruta, vključno s sanacijo reke. Med predlaganimi ustvarjalnimi zamislimi so bili Bejrutska reka v Sin el Filu Carla Gergesa, Hibridni Bejrut Ralpha Gebare in Bejrutske terme Nathalie Saleh.
Leta 2010 je Sabbag Assi Architects predlagal 210.000 m² velik urbanistični načrt za razvoj nekdanjih kmetijskih zemljišč, ki so obstajala med reko Bejrut in avtocesto Bejrut-Damask; cilj je bil preprečiti neorganiziran urbani razvoj območja in omogočiti trajnostno povečanje vrednosti zemljišč. Načrt je vključeval ulice za vozila in pešce v kombinaciji z urejenim javnim prostorom in kulturnimi objekti, kot je muzej moderne umetnosti.
Do danes libanonska vlada ni sprejela nobene pobude za sanacijo reke, kreativne ideje, ki so jih predlagali številni libanonski okoljevarstveniki in arhitekti, pa ostajajo na papirju. Od leta 2013 theOtherDada, podjetje za regenerativno arhitekturo in svetovanje, ki ga vodi Adib Dada, izvaja obsežno raziskavo reke Bejrut in njenih sosednjih območij. Raziskovalni projekt Beirut RiverLESS je raziskal, kako se je ta naravni obrežni ekosistem spremenil v kanalizacijsko infrastrukturo, nikogaršnjo zemljo, ki je zavirala bogate kulturne prakse okoli mesta. Tekoče raziskave zajemajo zgodovinske, kulturne in okoljske vidike mesta in se izvajajo s terenskimi raziskavami, srečanji skupnosti, študentskimi tekmovanji in umetniškimi naročili.
Maja 2019 je theOtherDada v sodelovanju s SUGi in collaboration with SUGi in Afforesttom zasadil prvi domači mestni gozd v Libanonu, bejrutski gozd RiverLESS. Projekt, ki je na severnem bregu reke v Sin el Filu, je obnovil gozdni ekosistem, ki je prej obstajal ob reki. Drugi del zasaditve je bil zaključen novembra 2019 in obsega 2000 avtohtonih dreves in grmovnic na 500 kvadratnih metrih obnovljenega zemljišča ob onesnaženi reki glavnega mesta. Projekt spada v okvir pobude OtherForest, naravnega orodja za ekološko in družbeno regeneracijo, in je bil zasajen s tehniko Miyawaki, preverjeno japonsko metodo, ki se uporablja za ustvarjanje gozdov v različnih podnebjih po vsem svetu. Gozdovi Miyawaki so gosti večplastni gozdovi, 30-krat gostejši od drugih gozdov, ki jih je ustvaril človek, zato zajamejo 30-krat več CO2 in 30-krat več onesnaženja. Rastejo lahko do 10-krat hitreje kot alternative ter obnavljajo zdravje tal in biotsko raznovrstnost na degradiranih območjih. Po treh letih postanejo popolnoma samooskrbne, ne potrebujejo zalivanja in vzdrževanja.
Gozd RiverLESS v Bejrutu je leta 2019 prejel nagrado D&AD Future Impact in leta 2020 nagrado iF Social Impact ter je bil predstavljen na 5. istanbulskem bienalu oblikovanja.